# Ngọc Chúc
Ngọc Chúc là một xã thuộc huyện Giồng Riềng, tỉnh Kiên Giang, Việt Nam.

## Địa lý
Xã Ngọc Chúc có vị trí địa lý:
- Phía đông giáp xã Ngọc Hòa
- Phía tây giáp thị trấn Giồng Riềng
- Phía nam giáp xã Hòa Thuận và xã Vĩnh Thạnh
- Phía bắc giáp các xã Ngọc Thành, Ngọc Thuận và Thạnh Hưng.

Xã Ngọc Chúc có diện tích 28,52 km², dân số năm 2020 là 11.904 người, mật độ dân số đạt 417 người/km².

## Hành chính
Xã Ngọc Chúc được chia thành 7 ấp: Cái Đuốc Lớn, Cái Đuốc Nhỏ, Ngọc An, Ngọc Bình, Ngọc Tân, Ngọc Thạnh, Võ Thanh Nguyên.

## Lịch sử
Sau năm 1975, Ngọc Chúc là một xã thuộc huyện Giồng Riềng.
Ngày 10 tháng 10 năm 1981, Hội đồng Bộ trưởng ban hành Quyết định 109-HĐBT về việc chia xã Ngọc Chúc thành ba xã lấy tên là xã Ngọc Chúc, xã Tân Bình Thành và xã Vĩnh Thuận Lợi.
Ngày 31 tháng 5 năm 1991, Ban Tổ chức Chính phủ ban hành Quyết định số 288-TCCP về việc sáp nhập hai xã Tân Bình Thành và Vĩnh Thuận Lợi vào xã Ngọc Chúc.
Ngày 14 tháng 11 năm 2001, Chính phủ ban hành Nghị định số 84/2001/NĐ-CP về việc:
- Thành lập xã Ngọc Thành trên cơ sở 2.397 ha diện tích tự nhiên và 8.039 nhân khẩu của xã Ngọc Chúc
- Thành lập xã Ngọc Thuận trên cơ sở 3.739 ha diện tích tự nhiên và 8.540 nhân khẩu của xã Ngọc Chúc.

Sau khi điều chỉnh địa giới hành chính thành lập 2 xã Ngọc Thành và Ngọc Thuận, xã Ngọc Chúc còn lại 2.677 ha diện tích tự nhiên và 10.896 nhân khẩu.